# Митхат Табаков
Митхат Мехмед Табаков е български политик от Движението за права и свободи.

## Биография
Роден е на 1 август 1961 година в Дулово, България. Народен представител в XLI народно събрание (от 14 юли 2009 г.) избран от избирателен район 20 – Силистра. Владее английски, руски и турски език. Преди да стане депутат е кмет на община Дулово.
През 2009 г. е обвинен, че като кмет на община Дулово е сключил договор за изграждане на водопровод и канализация в нарушение на Закона за обществените поръчки при което за общината са произлезли щети за над 11 млн. лева. През декември 2011 Софийския градски съд (СГС) го осъжда по това дело на пет години затвор. Адвокатът на Табаков твърди, че делото е политическо и ще обжалват. Подсъдим заедно с Табаков е бившият заместник-кмет на общината, Алтан Чаушев, който получи четири години затвор. През 2014 година Табаков и Чаушев влизат във Варненския затвор, за да изтърпят наказанието си.
Табаков е подсъдим и за вземане на подкуп от управителя на „В и К“ ООД гр. Силистра през 2004 г. за да предостави обществена поръчка на дружеството. Това обвинение е внесено в съда на 14 октомври 2011 г.